# Chinkultic
Chinkultic er en præcolumbiansk arkæologisk fundplads i den mexikanske delstat Chiapas. Stedet ligger omkring 56 kilometer fra Comitán. Den præcolumbianske by blev bygget af mayakulturen og blomstrede i den klassiske periode mellem 200-tallet og 800-tallet. De fleste skulpturer på stedet blev skabt i de sidste 300 år af æraen, med mayaskriftens glyffer, som dateres til mellem 591 og 897. Chinkultic var beboet frem til 1200-tallet da den blev opgivet.
Stedet ligger inden for nationalparken Lagunas de Montbello.

## Etymologi
Chinkultic betyder "trappefoemet cenote" på mayasproget. I præcolumbiansk tid var det oprindelige navn på byen Zapaluta (som på náhuatl betyder dværges veje).

## Beskrivelse
På stedet findes nogle trappetrinspyramider og omkring 200 mindre bygninger, mestendels uudgravede ruinhøje. I Chinkultic findes steler som skildrar stedets herskere. Det findes også en arena for mesoamerikansk boldspil, hvad der vises af en markør fra 21. maj 591.

## Arkæologiske undersøgelser
Den første publicerede beskrivelse af stedet blev udført af Edward Seler i slutningen af 1800-tallet. En detaljeret beskrivelse blev skrevet af Enrique Juan Palacios i 1926. De første arkæologiske undersøgelser blev gennemført i 1966 under ledelse af Stephan F. de Borhegyi fra statsmuseet i Milwaukee, Wisconsin.
Fra 1970 gennemførte arkæologer udgravninger og restaureringer af nogle bygninger, ligesom de fiskede nogle artefakter ud af pladsens naturlige vandkilde Agua Azul (blåt vand).

### Trykte værker
- Roberto Gallegos Ruiz; Chinkultic, Una ciudad Maya

## Eksterne links
- Wikimedia Commons har flere filer relateret til Chinkultic
- Chinkultic på Mexicos regerings websites Arkiveret 27. september 2007 hos  Wayback Machine
- Chinkultic på ecoturismolatino.com Arkiveret 3. januar 2007 hos  Wayback Machine

16°07′44″N 91°47′06″V / 16.129°N 91.785°V